# Schlager
Lo Schlager (dal tedesco, letteralmente, "battito" o "colpo", usato anche per intendere una "canzonetta di successo") è un genere di musica popolare diffuso prevalentemente nell'Europa Centrale e Settentrionale, in particolar modo in Austria, Germania, Ungheria, Svizzera, Paesi Bassi, Lituania, Slovenia, Croazia, Serbia e nei paesi scandinavi.

## Caratteristiche
Lo Schlager è caratterizzato da ballate dolci e sentimentali, melodie semplici e orecchiabili e arrangiamenti pop di facile presa e poco impegnativi. I testi generalmente sono incentrati sull'amore e i sentimenti. Questo genere è stato spesso rappresentato all'Eurovision Song Contest.

## Storia
La musica Schlager ha avuto un periodo di popolarità anche in Gran Bretagna e negli Stati Uniti, mentre dagli anni settanta il genere ha subito un calo di gradimento. Oggi la maggior parte dei giovani associa la musica schlager al gusto camp. Dalla metà degli anni novanta, tuttavia, lo Schlager è stato oggetto di un revival in Germania. Molte discoteche o club alla moda tedeschi programmano playlist di genere Schlager durante la serata e numerosi gruppi musicali realizzano cover di celebri brani Schlager degli anni settanta, oppure creano nuova musica con questo stile.
A partire dagli anni novanta, si è verificato un caso singolare quanto curioso: il bassista e cantante Tom Angelripper, frontman dei Sodom, con il suo progetto musicale solista Onkel Tom Angelripper, ha unito lo Schlagher al thrash metal. Caso analogo, è quello degli italiani Longobardeath, noti per unire melodie tradizionali e testi in dialetto lombardo e milanese al metal estremo.

## Schlager Move
Ogni anno i fan di musica Schlager si radunano ad Amburgo, vestiti con abiti freak, per la street parade Schlager Move.